# Walter Hauck
Pour les articles homonymes, voir Hauck.
Walter Hauck, né le 4 juin 1918 et mort le 6 novembre 2006, est un officier subalterne de la Waffen-SS. 
Il est connu pour les atrocités commises en France comme en Tchécoslovaquie sous son commandement lors de la Seconde Guerre mondiale.

## Biographie
Walter Hauck est né en 1918.
Avant la Seconde Guerre mondiale, il travaille comme policier en Allemagne.

## Seconde Guerre mondiale et massacres
Pendant la Seconde Guerre mondiale, il est placé dans la SS, en tant que policier, effectuant un service de type armé. 
En 1944, il a le grade d' Obersturmführer (équivalent du grade de lieutenant dans l'armée allemande) dans le bataillon blindé de reconnaissance d'une des divisions blindées de la SS, soit la 12e SS-Panzer Division « Hitlerjugend ». Il commande alors la 2e compagnie de chars de reconnaissance.
C'est un des responsables du massacre d'Ascq, où 86 civils furent sauvagement tués en représailles à un sabotage de la ligne de chemin de fer dans la nuit du 1er au 2 avril 1944. Les dégâts étaient minimes, mais Hauck et les autres gradés décidèrent de se venger sur la population civile,.
Le 10 mai 1944, le Sturmbahnfüher SS (équivalent au grade de major ou commandant au sein de l'armée allemande) Bremer, commandant le groupe motorisé de reconnaissance de la 12e SS, déclara dans un « ordre spécial » : « Au nom du commandant de la division, j'exprime ma reconnaissance au lieutenant SS Hauck » et qualifie son action d'exemplaire, tout en déplorant les pillages commis auprès de la population civile.
Le 17 août 1944, la patrouille blindée de Hauck fut anéantie lors de combats dans la plaine de Caen. Hauck fut capturé mais parvint à s'échapperet réussit à regagner une des unités de la SS qui était encore sur le territoire français.
Walter Hauck, devenu Hauptsturmführer SS (équivalent de capitaine dans l'armée allemande), ordonna également le massacre du village de Leskovice en mai 1945 (bien que n'étant pas sur place), sur le plateau tchéco-morave : 26 habitants de ce village furent tués et 31 maisons incendiées. La plus jeune victime était un garçon de 13 ans,.

## Après-guerre
Le 2 août 1949 s'ouvrit au palais de justice de Lille le procès des SS de la division qui  étaient les responsables du massacre d'Ascq.
Le seul responsable présent était l'ancien Hauptsturmführer SS Hauck en tant qu'un des chefs du convoi. Certains détails sont connus, car dans la nuit du 1er au 2 septembre 1944, alors que la compagnie repassait dans le Nord, un de ses camions culbuta dans le Thon à Étréaupont. Ce camion rempli d'archives contenait tous les rapports des gradés responsables du massacre d'Ascq. 
Le 6 août 1949, Hauck fut condamné à mort comme tous les autres inculpés à l'exception d'un seul. Les avocats de la défense firent appel à la Cour de Cassation, qui rejeta le pourvoi le 3 juin 1950.
À la suite de divers rebondissements, notamment plusieurs révisions du procès et la présence d'un faux dans l'acte remis à la Cour de Cassation, le président Coty, après lecture du rapport du secrétaire général du Conseil supérieur de la magistrature mais aussi d'une supplique de quelques veuves d'Ascq, transforma la peine à la prison à perpétuité. 
Hauck bénéficia d'une remise de peine pour bonne conduite et quitta la prison de Loos en 1957 pour l'Allemagne.
En 1969, la Tchécoslovaquie adressa à la République fédérale d'Allemagne une demande de punition, mais le parquet de la région judiciaire de Stuttgart la rejeta, de même que la demande réitérée en 1977,. 
En 2005, à la suite des investigations du journaliste Stanislav Motl,, la police tchèque recueillit des archives et des preuves de la culpabilité de Hauck dans le massacre de Leskovice et lança une action visant à le traduire en justice,,.